# Festuca (botanica)
Festuca L., 1753 è un genere di piante appartenente alla famiglia delle Poacee.

## Tassonomia
Comprende oltre 600 specie tra cui:
- Festuca idahoensis Elmer
- Festuca chrysophylla Phil.
- Festuca ovina L.
- Festuca rubra L.
- Festuca valesiaca Schleich. ex Gaudin

## Usi
Molte specie di Festuca sono utilizzate come foraggio.
Per alcuni la Festuca risulta essere anche un indicatore biologico, cioè un organismo in grado di fornirci informazioni sulla qualità dell'ambiente. La presenza di questa specie indica infatti uno stato di degrado dell'ambiente in cui si è sviluppata.

## Riferimenti culturali
Nel diritto germanico e in quello romano fuscelli di festuca erano usati come pegno a suggello di contratti.